# Чапаєвка (Єршовський район)
Чапаєвка (рос. Чапаевка) — село у Єршовському районі Саратовської області Російської Федерації.
Населення становить 568 осіб. Орган місцевого самоврядування — Новосельське муніципальне утворення.

## Історія
Населений пункт розташований у межах українського історичного та культурного регіону Жовтий Клин.
Від 23 липня 1928 року в складі Пугачовського округу Нижньо-Волзького краю. Орган місцевого самоврядування від 2004 року — Новосельське муніципальне утворення.

## Населення
| 1859 | 1889 | 1910 | 1926 | 2010 |
| ---- | ---- | ---- | ---- | ---- |
| 180  | ↗190 | ↗420 | ↘387 | ↗568 |